# حاجي صوفي (بل دشت)
حاجي صوفي هي قرية في مقاطعة بل دشت، إيران. يقدر عدد سكانها بـ 63 نسمة بحسب إحصاء 2016.